# Championnat d'Autriche de football 2019-2020
Navigation
Édition précédente Édition suivante
La saison 2019-2020 du championnat d'Autriche est la 108e saison de l'histoire de la compétition. Elle oppose les douze meilleurs clubs d'Autriche en une série de vingt deux journées, puis le championnat est scindé en deux. Lors de cette saison, le Red Bull Salzbourg défend son titre face à onze autres équipes dont un promu d'Erste Liga.
Quatre places qualificatives pour les compétitions européennes sont attribuées par le biais du championnat : une pour les barrages de la Ligue des champions de la voie des champions et une deuxième place pour la voie de la Ligue et deux pour les tours de qualification de la Ligue Europa en Ligue Europa. La dernière place européenne est celle réservée au vainqueur de la ÖFB-Cup qui est qualificative pour la phase de groupes de la Ligue Europa. Si celui-ci termine parmi les quatre premiers du classement, la place est récupérée par le cinquième du championnat.
Le championnat est suspendu mi-mars, par la Fédération autrichienne de football, en raison de la pandémie de maladie à coronavirus. La compétition reprend le 2 juin, avec la deuxième phase.
Le Red Bull Salzbourg est sacré champion d'Autriche à l'issue de la 30e journée pour la 7e fois consécutive.

## Participants
| \| Austria Vienne Rapid Vienne Sturm Graz Red Bull Salzbourg Admira Wacker Wolfsberger AC Rheindorf Altach SV Mattersburg SKN Sankt Pölten LASK TSV Hartberg WSG Tirol \| Localisation des clubs engagés dans le championnat. |
| Austria Vienne Rapid Vienne Sturm Graz Red Bull Salzbourg Admira Wacker Wolfsberger AC Rheindorf Altach SV Mattersburg SKN Sankt Pölten LASK TSV Hartberg WSG Tirol                                                           |

Légende des couleurs
- Phase de groupes de la Ligue des champions 2019-2020
- Troisième tour de qualification de la Ligue des champions 2019-2020
- Phase de groupes de la Ligue Europa 2019-2020
- Troisième tour de qualification de la Ligue Europa 2019-2020
- Deuxième tour de qualification de la Ligue Europa 2019-2020
- Promu de Erste Liga

| Club                  | Se maintient depuis | Classement 2018-2019 | Entraîneur          | Depuis | Stade                    | Capacité théorique |
| --------------------- | ------------------- | -------------------- | ------------------- | ------ | ------------------------ | ------------------ |
| Red Bull Salzbourg    | 2005                | 1                    | Jesse Marsch        | 2019   | Red Bull Arena           | 31 895             |
| LASK                  | 2017                | 2                    | Valérien Ismaël     | 2019   | Raiffeisen Arena         | 7 870              |
| Wolfsberger AC        | 2012                | 3                    | Gerhard Struber     | 2019   | Lavanttal-Arena          | 7 300              |
| Austria Vienne        | 1926                | 4                    | Christian Ilzer     | 2019   | Generali Arena           | 17 656             |
| Sturm Graz            | 1966                | 5                    | Nestor El Maestro   | 2019   | Merkur-Arena             | 16 364             |
| Sankt Pölten          | 2016                | 6                    | Alexander Schmidt   | 2019   | NV Arena                 | 8 000              |
| Rapid Vienne          | 1911                | 7                    | Dietmar Kühbauer    | 2018   | Allianz Stadion          | 28 345             |
| SV Mattersburg        | 2015                | 8                    | Franz Ponweiser     | 2019   | Pappelstadion            | 15 700             |
| Rheindorf Altach      | 2014                | 9                    | Alex Pastoor        | 2019   | Cashpoint-Arena          | 8 500              |
| Admira Wacker Mödling | 2011                | 10                   | Reiner Geyer        | 2019   | BSFZ-Arena               | 10 600             |
| TSV Hartberg          | 2018                | 11                   | Markus Schopp       | 2018   | Profertil Arena Hartberg | 4 500              |
| WSG Tirol             | 2019                | 1 (D2)               | Thomas Silberberger | 2013   | Tivoli Stadion Tirol     | 17 400             |

## Format
Lors de la première phase les 12 équipes du championnat se rencontrent en match aller retour dans le cadre d'une poule unique. À l'issue de cette première phase le championnat est scindé en deux, les six premiers jouent pour le titre et les qualifications européennes en emportant la moitié des points acquis lors de la première phase.
Les six derniers de la première phase participent dans un autre championnat en emportant également la moitié des points, le dernier est relégué en fin de saison, le premier participe aux play offs avec le quatrième et le cinquième du groupe championnat pour une place en Ligue Europa.

## Compétition
Le classement est calculé avec le barème de points suivant : une victoire vaut trois points, le match nul un. La défaite ne rapporte aucun point.
Critères de départage :
1. plus grand nombre de points ;
2. plus grande différence de buts générale ;
3. plus grand nombre de buts marqués ;
4. plus grande différence de buts particulière ;
5. meilleure place au Challenge du fair-play (1 point par joueur averti, 3 points par joueur exclu)

### Première phase
| Rang | Équipe                 | Pts | J  | G  | N  | P  | Bp | Bc | Diff |
| ---- | ---------------------- | --- | -- | -- | -- | -- | -- | -- | ---- |
| 1    | LASK                   | 54  | 22 | 17 | 3  | 2  | 50 | 20 | +30  |
| 2    | Red Bull Salzbourg T C | 48  | 22 | 14 | 6  | 2  | 74 | 26 | +48  |
| 3    | Rapid Vienne           | 40  | 22 | 11 | 7  | 4  | 47 | 26 | +21  |
| 4    | Wolfsberger AC         | 38  | 22 | 11 | 5  | 6  | 50 | 27 | +23  |
| 5    | Sturm Graz             | 32  | 22 | 9  | 5  | 8  | 37 | 28 | +9   |
| 6    | TSV Hartberg           | 29  | 22 | 8  | 5  | 9  | 36 | 50 | -14  |
| 7    | Austria Vienne         | 25  | 22 | 5  | 10 | 7  | 33 | 36 | -3   |
| 8    | Rheindorf Altach       | 24  | 22 | 7  | 3  | 12 | 34 | 44 | -10  |
| 9    | Admira Wacker          | 19  | 22 | 4  | 5  | 11 | 22 | 43 | -21  |
| 10   | WSG Tirol P            | 19  | 22 | 5  | 4  | 13 | 26 | 50 | -24  |
| 11   | SV Mattersburg         | 18  | 22 | 5  | 3  | 14 | 26 | 52 | -26  |
| 12   | Sankt Pölten           | 17  | 22 | 3  | 8  | 11 | 21 | 54 | -33  |

|  | 1er au 6e : qualification pour le groupe championnat                     |
|  | 7e au 12e : qualification pour le groupe relégation                      |
|  | T : Tenant du titre C : Vainqueur de la Coupe d'Autriche P : Promu de D2 |

#### Résultats
| Résultats (▼dom., ►ext.) | WAK | AUS | ALT | LASK | RAP | SAZ | SPÖ | STU | MAT | WOL | HAR | WSG |
| Admira Wacker            |     | 0-0 | 2-0 | 0-1  | 0-3 | 1-1 | 1-1 | 0-2 | 1-3 | 0-3 | 0-1 | 3-1 |
| Austria Vienne           | 1-1 |     | 2-0 | 0-3  | 1-3 | 2-2 | 0-0 | 1-0 | 2-1 | 1-1 | 5-0 | 2-3 |
| Rheindorf Altach         | 1-4 | 2-2 |     | 0-1  | 0-3 | 3-2 | 6-0 | 1-2 | 0-2 | 2-1 | 3-3 | 3-2 |
| LASK                     | 1-0 | 2-0 | 2-0 |      | 0-4 | 2-2 | 4-1 | 3-3 | 7-2 | 0-1 | 5-1 | 1-1 |
| Rapid Vienne             | 5-0 | 2-2 | 2-1 | 1-2  |     | 0-2 | 0-1 | 1-1 | 3-1 | 1-1 | 3-3 | 2-0 |
| RB Salzbourg             | 5-0 | 4-1 | 6-0 | 2-3  | 3-2 |     | 2-2 | 2-0 | 4-1 | 5-2 | 7-2 | 5-1 |
| Sankt Pölten             | 2-2 | 2-2 | 0-3 | 0-3  | 2-2 | 0-6 |     | 0-4 | 0-0 | 0-4 | 1-3 | 5-1 |
| Sturm Graz               | 4-1 | 1-1 | 1-2 | 0-2  | 0-1 | 1-1 | 3-0 |     | 1-2 | 0-4 | 3-1 | 2-0 |
| SV Mattersburg           | 1-2 | 1-5 | 0-0 | 0-1  | 2-3 | 0-3 | 0-1 | 3-3 |     | 1-4 | 2-1 | 0-2 |
| Wolfsberger AC           | 2-2 | 3-0 | 5-2 | 1-3  | 2-2 | 0-3 | 4-0 | 0-1 | 5-0 |     | 3-0 | 2-2 |
| TSV Hartberg             | 4-1 | 2-2 | 2-1 | 1-2  | 2-2 | 2-2 | 3-2 | 1-0 | 3-1 | 0-2 |     | 0-3 |
| WSG Tirol                | 1-1 | 3-1 | 0-4 | 0-2  | 0-2 | 1-5 | 1-1 | 1-5 | 1-3 | 2-0 | 0-1 |     |

### Deuxième phase
À l'issue de la première phase, les équipes sont divisées en deux groupes. Les six premiers au classement sont ainsi intégrés au groupe championnat, dans lequel sont déterminés le vainqueur de la compétition ainsi que la répartition des places européennes, le quatrième de la poule se qualifiant pour les barrages pour la Ligue Europa. Les six derniers sont quant à eux placés dans le groupe relégation, dans lequel sont déterminées les équipes reléguées tandis que les deux premiers de la poule se qualifient pour les barrages pour la Ligue Europa.
Dans les deux cas, chaque équipe voit son total de points divisés par deux, arrondi à l'entier inférieur en cas de nombre impair, tandis que ses autres statistiques de la première phase sont conservées. Les équipes se rencontrent à nouveau à deux reprises, une fois à domicile et à l'extérieur pour un total final de 32 matchs pour chaque. Les règles de classification demeurent les mêmes.

#### Groupe championnat

##### Classement
| Rang | Équipe               | Pts  | J  | G  | N | P  | Bp  | Bc | Diff |
| ---- | -------------------- | ---- | -- | -- | - | -- | --- | -- | ---- |
| 1    | Red Bull Salzbourg C | 50   | 32 | 22 | 8 | 2  | 110 | 34 | +76  |
| 2    | Rapid Vienne         | 38   | 32 | 17 | 7 | 8  | 64  | 43 | +21  |
| 3    | Wolfsberger AC       | 35   | 32 | 15 | 9 | 8  | 69  | 43 | +26  |
| 4    | LASK                 | 33-4 | 32 | 20 | 4 | 8  | 67  | 37 | +30  |
| 5    | TSV Hartberg         | 27   | 32 | 12 | 6 | 14 | 52  | 74 | -22  |
| 6    | Sturm Graz           | 19   | 32 | 10 | 5 | 17 | 46  | 60 | -14  |

1. ↑  Le LASK est d'abord pénalisé de 6 points pour avoir transgressé les règles sanitaires liées à la pandémie de Covid-19, en organisant quatre entraînements collectifs alors que seuls des entraînements en groupes restreint étaient autorisés[4]. La sanction est réduite à 4 points (sauf arrêt du championnat avant son terme) après appel du LASK[5].

##### Matchs
| Résultats (▼dom., ►ext.) | LASK | RAP | RBS | STU | HAR | WOL |
| LASK                     |      | 0-1 | 0-3 | 4-0 | 1-2 | 0-1 |
| Rapid Vienne             | 3-1  |     | 2-7 | 4-0 | 0-1 | 2-1 |
| RB Salzbourg             | 3-1  | 2-0 |     | 5-2 | 3-0 | 2-2 |
| Sturm Graz               | 0-2  | 2-3 | 1-5 |     | 1-4 | 1-2 |
| TSV Hartberg             | 1-5  | 0-1 | 0-6 | 1-2 |     | 3-3 |
| Wolfsberger AC           | 3-3  | 3-1 | 0-0 | 2-0 | 2-4 |     |

#### Groupe relégation

##### Classement
| Rang | Équipe           | Pts | J  | G  | N  | P  | Bp | Bc | Diff |
| ---- | ---------------- | --- | -- | -- | -- | -- | -- | -- | ---- |
| 7    | Austria Vienne   | 34  | 32 | 12 | 11 | 9  | 49 | 47 | +2   |
| 8    | Rheindorf Altach | 26  | 32 | 10 | 8  | 14 | 45 | 53 | -8   |
| 9    | Sankt Pölten     | 25  | 32 | 8  | 10 | 14 | 39 | 65 | -26  |
| 10   | SV Mattersburg   | 21  | 32 | 8  | 6  | 18 | 39 | 64 | -25  |
| 11   | Admira Wacker    | 18  | 32 | 7  | 9  | 16 | 29 | 57 | -28  |
| 12   | WSG Tirol        | 16  | 32 | 6  | 8  | 18 | 34 | 66 | -32  |

SV Mattersburg se déclare insolvable et retire son équipe ; par conséquent, le WSG Tirol originellement relégué est maintenu dans l'élite.

##### Matchs
| Résultats (▼dom., ►ext.) | AWM | AUS | SPÖ | MAT | ALT | WSG |
| Admira Wacker            |     | 0-2 | 0-3 | 0-2 | 1-1 | 0-3 |
| Austria Vienne           | 1-0 |     | 2-5 | 1-0 | 0-2 | 1-0 |
| Sankt Pölten             | 0-3 | 1-1 |     | 1-0 | 2-0 | 1-1 |
| SV Mattersburg           | 1-2 | 1-4 | 2-0 |     | 1-1 | 4-1 |
| Rheindorf Altach         | 1-1 | 1-2 | 2-0 | 1-1 |     | 1-1 |
| WSG Tirol                | 0-0 | 1-2 | 0-5 | 1-1 | 0-1 |     |

### Barrages européens
Les deux premiers du groupe relégation s'affrontent dans une demi-finale à tour unique. Le vainqueur joue une finale aller-retour contre le cinquième du championnat pour déterminer le dernier participant à la Ligue Europa 2020-2021.

#### Demi-finale
| 8 juillet 2020 | Austria Vienne | 1 - 0 | Rheindorf Altach |  |  |
|                |                |       |                  |  |  |

#### Finale
| 11 juillet 2020 | Austria Vienne | 2 - 3 | TSV Hartberg |  |  |
|                 |                |       |              |  |  |

|  | TSV Hartberg | 0 - 0 | Austria Vienne |  |  |
|  |              |       |                |  |  |

Le TSV Hartberg se qualifie pour le deuxième tour de qualification de la Ligue Europa 2020-2021.

## Meilleurs buteurs
| Rang | Joueur               | Club           | Buts |
| ---- | -------------------- | -------------- | ---- |
| 1    | Shon Weissman        | Wolfsberger AC | 30   |
| 2    | Patson Daka          | RB Salzbourg   | 24   |
| 3    | Taxiárchis Foúntas   | Rapid Vienne   | 19   |
| 4    | Dario Tadić          | TSV Hartberg   | 17   |
| 5    | Erling Braut Haaland | RB Salzbourg   | 16   |
| 6    | Christoph Monschein  | Austria Vienne | 15   |
| 7    | João Klauss          | LASK           | 12   |
| 8    | Sinan Bakış          | Admira Wacker  | 11   |
| 8    | Hwang Hee-chan       | RB Salzbourg   | 11   |
| 10   | Andreas Gruber       | SV Mattersburg | 9    |
| 10   | Dominik Szoboszlai   | RB Salzbourg   | 9    |
| 10   | Masaya Okugawa       | RB Salzbourg   | 9    |

Mise à jour au 5 juillet 2020